# Chaerephon gallagheri
Chaerephon gallagheri är en däggdjursart som först beskrevs av Harrison 1975.  Chaerephon gallagheri ingår i släktet Chaerephon och familjen veckläppade fladdermöss. Inga underarter finns listade i Catalogue of Life.
Arten har brun päls på hela bålen utan fläckar eller strimmor. Liksom hos andra släktmedlemmar ligger största delen av svansen utanför svansflyghuden och det finns inga hudflikar (bladet) på näsan. Chaerephon gallagheri har veck i övre läppen. Den individen som är känd hade en gråbrun flygmembran. Djurets öron är på hjässan sammanlänkade med varandra.
Denna fladdermus upptäcktes i ett skogsområde i Kongo-Kinshasa. Den har kanske en större utbredning. Troligen vilar den liksom andra arter av samma släkte i trädens håligheter eller i grottor.